# Bussière-Badil
 Bussière-Badil  (en occitano Bussiera Badiu) es una población y comuna francesa, situada en la región de Aquitania, departamento de Dordoña, en el distrito de Nontron y cantón de Bussière-Badil.

## Demografía
| 645 | 584 | 595 | 540 | 530 | 523 |
| Para los censos de 1962 a 1999 la población legal corresponde a la población sin duplicidades (Fuente: INSEE [Consultar]) |     |     |     |     |     |